# Dwayne Hickman

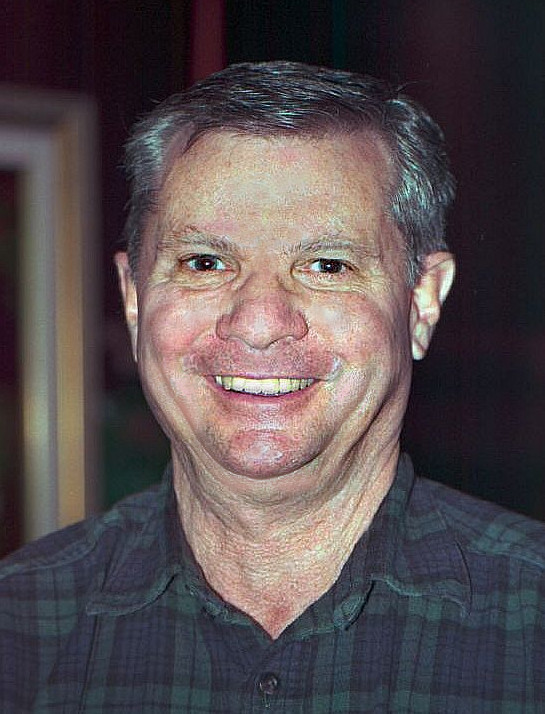
Dwayne Hickman

Dwayne Bernard Hickman (* 18. Mai 1934 in Los Angeles, Kalifornien; † 9. Januar 2022 ebenda) war ein US-amerikanischer Schauspieler. Seine Karriere umfasst über 60 Rollen in Produktionen für Film und Fernsehen. Bekannt wurde er durch die Serien The Bob Cummings Show und The Many Loves of Dobie Gillis, außerdem erfolgten Auftritte in vielen Teenager-Filmen der 1960er und im Western Cat Ballou – Hängen sollst du in Wyoming.

## Leben und Karriere
Dwayne Hickman, Sohn eines Versicherungskaufmanns und einer Schauspielerin, folgte zunächst den Fußspuren seines älteren Bruders Darryl und begann in den 1940er Jahren als Kinderdarsteller in Hollywood. In Lloyd Bacons Filmdrama Die tollkühnen Abenteuer des Captain Eddie aus dem Jahr 1945 spielte er seine erste beachtete Nebenrolle. Bis 1950 spielte er zahlreiche kleinere Parts, bis er 1954 als Schauspieler auch in Episoden von populären Fernsehserien auftrat. 1958 sah man ihn dann in Leo McCareys Literaturverfilmung Keine Angst vor scharfen Sachen, an der Seite von Paul Newman, Joanne Woodward, Joan Collins und Jack Carson.
Erste Popularität brachte ihm die Sitcom The Bob Cummings Show, in der er zwischen 1955 und 1959 in 150 Folgen den auf Mädchen versessenen Neffen von Hauptdarsteller Robert Cummings verkörperte. Direkt danach verkörperte er von 1959 bis 1962 in der Fernsehserie The Many Loves of Dobie Gillis den Part des Titelhelden Dobie Gillis in 148 Episoden. Es war eine der ersten amerikanischen Serien, die Teenager-Figuren ins Zentrum stellten. In den 1970er und 1980er Jahren folgten noch zwei eigenständige Fernsehfilme, wo er erneut in seiner bekanntesten Fernsehrolle als Dobie Gillis zu sehen war.
In den 1960er Jahren spielte er im Kino hauptsächlich in Komödien mit, unter anderem in Elliot Silversteins preisgekrönter Westernballade Cat Ballou – Hängen sollst du in Wyoming die Rolle des Jed neben Jane Fonda, Lee Marvin und Michael Callan. Des Weiteren sah man ihn in Alan Rafkins komödiantischem Musical Ski Party, in Norman Taurogs Science Fiction Comedy Dr. Goldfoot und seine Bikini-Maschine oder in Peter Tewksburys Filmkomödie Doktor – Sie machen Witze!.
In den 1970er, 1980er, 1990er und 2000er Jahren spielte er überwiegend in TV-Filmen und Episoden von populären Fernsehserien mit und man sah Hickman nur noch vereinzelt in Kinofilmproduktionen, wie in Peter Cranes Cops n Roberts (1995), in John Fortenberrys Komödie A Night at the Roxbury (1998) oder in Angels with Angles von Regisseur Edmund Lane (2005).
Hickman war dreimal verheiratet. Von März 1963 bis September 1972 war er mit der Schauspielerin Carol Christensen verheiratet; aus der Ehe stammt sein einziges Kind, ein Sohn. Im März 1977 trat er mit Joanne Purtle Papile vor den Traualtar; die Scheidung erfolgte im August 1981. Von April 1983 bis zu seinem Tod war er mit der Schauspielerin Joan Roberts verheiratet. Hickman starb am 9. Januar 2022 in Los Angeles im Alter von 87 Jahren an den Folgen seiner Parkinson-Krankheit.

## Filmografie (Auswahl)

### Kino
- 1945: Die tollkühnen Abenteuer des Captain Eddie (Captain Eddie)
- 1946: Geheimnis des Herzens (The Secret Heart)
- 1947: Michael schafft Ordnung (Heaven Only Knows)
- 1948: Der Junge mit den grünen Haaren (The Boy with Green Hair)
- 1949: Panik um King Kong (Mighty Joe Young)
- 1950: Wilde Jahre in Lawrenceville (The Happy Years)
- 1958: Keine Angst vor scharfen Sachen (Rally 'Round the Flag, Boys!)
- 1959: Wenn es Nacht wird in Arabien (1001 Arabian Nights)
- 1965: Cat Ballou – Hängen sollst du in Wyoming (Cat Ballou)
- 1965: Ski Party
- 1965: How to Stuff a Wild Bikini
- 1965: Sergeant Dead Head
- 1965: Dr. Goldfoot und seine Bikini-Maschine (Dr. Goldfoot and the Bikini Machine)
- 1967: Doktor – Sie machen Witze! (Doctor, You’ve Got to Be Kidding!)
- 1995: Cops n Roberts
- 1998: A Night at the Roxbury
- 2005: Angels with Angles

### Fernsehen
- 1951/1955: The Lone Ranger (Fernsehserie, zwei Episoden)
- 1954: Ihr Star: Loretta Young (Letter to Loretta, Fernsehserie, eine Episode)
- 1954: The Public Defender (Fernsehserie, eine Episode)
- 1954: Lux Video Theatre (Fernsehserie, zwei Episoden)
- 1955: Waterfront (Fernsehserie, eine Episode)
- 1956: The Adventures of Ozzie & Harriet (Fernsehserie, eine Episode)
- 1957: Men of Annapolis (Fernsehserie, eine Episode)
- 1955–1959: Alle lieben Bob (The Bob Cummings Show, Fernsehserie, 150 Episoden)
- 1959–1963: The Many Loves of Dobie Gillis (Fernsehserie, 148 Episoden)
- 1964: Zirkusdirektor Johnny Slate (The Greatest Show On Earth, Fernsehserie, eine Episode)
- 1964: Wagon Train (Fernsehserie, eine Episode)
- 1964/1967: Vacation Playhouse (Fernsehserie, zwei Episoden)
- 1966: Combat! (Fernsehserie, eine Episode)
- 1967: We’ll Take Manhattan (Fernsehfilm)
- 1968: Der Chef (Ironside, Fernsehserie, eine Episode)
- 1968: Nachdenkliche Geschichten (Insight, Fernsehserie, eine Episode)
- 1969: The Flying Nun (Fernsehserie, eine Episode)
- 1969: My Friend Tony (Fernsehserie, eine Episode)
- 1969: Disneyland (Fernsehserie, zwei Episoden)
- 1969: Twen-Police (The Mod Squad, Fernsehserie, eine Episode)
- 1969–1973: Wo die Liebe hinfällt (Love, American Style, Fernsehserie, drei Episoden)
- 1975: Karen (Fernsehserie, eine Episode)
- 1975: Der Nachtjäger (Kolchak: The Night Stalker, Fernsehserie, eine Episode)
- 1976: Ellery Queen (Fernsehserie, eine Episode)
- 1977: Whatever Happened to Dobie Gillis? (Fernsehfilm)
- 1977: Don’t Push, I’ll Charge When I’m Ready (Fernsehfilm)
- 1983: High School U.S.A. (Fernsehfilm)
- 1988: Der Besuch der reichen Witwe (Bring Me the Head of Dobie Gillis, Fernsehfilm)
- 1989–1990: Mann muss nicht sein (Designing Women, Fernsehserie, Regie drei Episoden)
- 1990: Mord ist ihr Hobby (Murder, She Wrote, Fernsehserie, eine Episode)
- 1996–1999: Clueless – Die Chaos-Clique (Clueless, Fernsehserie, fünf Episoden)
- 2001: Surviving Gilligan’s Island: The Incredibly True Story of the Longest Three Hour Tour in History (Fernsehfilm)